# Papahan (Kinal)
Papahan is een bestuurslaag in het regentschap Kaur van de provincie Bengkulu, Indonesië. Papahan telt 178 inwoners (volkstelling 2010).